# Конгсберг
Конгсберг (норв. Kongsberg) је град у Норвешкој. Град је у оквиру покрајине Источне Норвешке и други је по величини и значају град округа Бускеруд.

## Географија
Град Конгсберг се налази у југоисточном делу Норвешке. Од главног града Осла град је удаљен 80 km југозападно од града.
Конгсберг се налази у југозападном делу Скандинавског полуострва. Град се развио у долини реке Нумедалслоген, која на месту града прави брзаке. Изнад града се стрмо издижу планине. Сходно томе, надморска висина града иде од 140 до 220 м надморске висине.

## Историја
Први трагови насељавања на месту данашњег Конгсберга јављају се у доба праисторије. Данашње насеље основано је тек у 16. веку, због оближњих рудника сребра. Рударство је покренуло развој насеља, па је Конгсберг већ 1624. годне добио градска права. У 18. веку град је био међу највећим н тлу данашње Норвешке.
Током петогодишње окупације Норвешке (1940—45) од стране Трећег рајха Конгсберг и његово становништво нису значајније страдали.

## Становништво
Данас Конгсберг са предграђима има око 19 хиљада у градским границама и око 25 хиљда у оквиру општине. Последњих година број становника у граду се повећава по годишњој стопи од близу 1%.

## Привреда
Привреда Конгсберга се традиционално заснива на рударству (вађење сребра) и на њему заснованој металној индустрији (производња оружја, државна ковница новца). Последњих година значај трговине, пословања и услуга је све већи.

## Збирка слика
- Главна градска црква
- Здање старе више школе
- Скијалиште изнад Конгсберга
- Тржни центар у Конгсбергу